# Calvillo
Calvillo é um município do estado de Aguascalientes, no México.